# Política de la etiqueta de precios
En Israel, la política de la etiqueta de precios (en inglés: Price tag policy) es el nombre que habitualmente se utiliza en los medios de comunicación israelíes, para informar sobre los actos de vandalismo cometidos por jóvenes colonos fundamentalistas judíos, dirigidos contra la población de Palestina, cristianos, judíos israelíes de izquierda, ciudadanos árabes de Israel, e incluso contra las Fuerzas de Seguridad de Israel.
Según el diario estadounidense The New York Times, los jóvenes afirman que los ciudadanos palestinos locales y las fuerzas de seguridad israelíes, deben pagar un precio por cualquier acción realizada en contra de los asentamientos. Los actos de vandalismo y sabotaje de los jóvenes colonos sionistas judíos, también se consideran como una táctica, una estrategia, una doctrina, y una campaña de terrorismo contra los ciudadanos de los territorios ocupados palestinos.
El término «política de etiqueta de precio», ahora se extiende a los actos de vandalismo israelí, y especialmente a los actos de vandalismo antiárabe. Se sospecha que estos actos son la obra de individuos solitarios o de pequeños grupos radicalizados. Estos actúan contra el Ejército israelí y contra la Policía Civil Palestina, así como contra los lugares de culto cristianos y musulmanes, y también contra los partidos políticos de izquierda que critican a los colonos israelíes.
En mayo de 2014, el servicio secreto israelí, el Shin Bet, dijo que los crímenes de odio y la «política de la etiqueta de precio» eran la obra de unas 100 personas provenientes principalmente del asentamiento israelí de Yitzhar y de otros puestos avanzados ubicados en las cimas de las colinas, y se inspiraron en las ideas del Rabino Yitzchak Ginsburgh.
Ron Ben-Tovim explica que la comparación de estos actos con una etiqueta de supermercado, y el uso de este término es un eufemismo, ya que los actos violentos cometidos por los colonos son incorrectos. Estas acciones vandálicas tienen como objetivo inculcar el miedo en los corazones de los palestinos. La «política de la etiqueta de precios», es una forma de terrorismo contra el pueblo palestino. Si bien en los medios de comunicación israelíes es habitual calificar todos los actos perpetrados por los palestinos contra los judíos israelíes como una forma de terrorismo, esos mismos medios usan otro término: «la política de la etiqueta de precios», para definir los actos de violencia cometidos por los colonos judíos contra los palestinos. El objetivo de los colonos israelíes, es enviar un mensaje al gobierno israelí y asustar a sus víctimas, los ciudadanos palestinos.